# Хоріе Тадао
Тадао Хоріе (яп. 堀江 忠男, нар. 13 вересня 1913, Сідзуока — пом. 29 березня 2003, Накано, Токіо) — японський футболіст, що грав на позиції захисника.

## Клубна кар'єра
Протягом своєї футбольної кар'єри виступав за клуб Університету Васеда.

## Виступи за збірну
1934 року дебютував в офіційних матчах у складі національної збірної Японії. Протягом кар'єри у національній команді, яка тривала усього 3 роки, провів у формі головної команди країни лише 3 матчі. Також брав участь у Олімпійських іграх 1936 року.
Помер 29 березня 2003 року на 90-му році життя в токійському районі Накано.

## Статистика
| Збірна Японії | Збірна Японії | Збірна Японії |
| Роки          | Ігри          | Голи          |
| ------------- | ------------- | ------------- |
| 1934          | 2             | 0             |
| 1935          | 0             | 0             |
| 1936          | 1             | 0             |
| Всього        | 3             | 0             |